# Вилово
Вилово (серб. Вилово) — село в Сербії, належить до общини Тітел Південно-Бацького округу в багатоетнічному, автономному краю Воєводина.

## Населення
Населення села становить 1172 особи (2002, перепис), з них:
- серби — 985 — 89,30%;
- мадяри — 42 — 3,80%;
- роми — 39 — 3,53%;

Решту жителів  — з десяток різних етносів, зокрема: чорногорці, хорвати, словаки.